# Todos sobre Zanzíbar
Todos sobre Zanzíbar (título original en inglés: Stand on Zanzibar) es una novela de ciencia ficción distópica escrita por John Brunner y publicada por primera vez en 1968. La primera edición en español fue publicada en 1979 por la editorial Acervo dentro de su colección Ciencia Ficción. Junto con las novelas Órbita inestable (1969) y El rebaño ciego (1972), dedicada a la contaminación, forma la llamada Trilogía del desastre.
La novela ganó el premio Hugo a la mejor novela otorgado en la 27 Convención mundial de ciencia ficción de 1969, siendo John Brunner el primer escritor no estadounidense en conseguirlo. También obtuvo los premios BSFA (1969) y Tour-Apollo (1973).

## Argumento
La novela se desarrolla durante el siglo XXI y trata del "agobiante peso de los medios de comunicación de masas, el exceso de población y el omnímodo poder de las multinacionales y los gobiernos."
Como escribe John Brunner al comienzo de la novela:

Te dirán que la totalidad de la raza humana cabría en la isla de Wight, que tiene 381 kilómetros cuadrados de superficie. Naturalmente, no se podrían mover, sólo estar firmes. ¿Cierto? Quizás en 1918. [...]
 Para 2010, algo más grande: algo como Zanzíbar, de 1.658 kilómetros cuadrados. [...]

La novela aplica las técnicas narrativas de la Trilogía USA de John Dos Passos. Se divide en capítulos breves agrupados bajo nombres genéricos como «Contexto», «Las cosas que pasan», «Viendo primeros planos» o «Continuidad».

## Ediciones en español
- Brunner, John (1979). Todos sobre Zanzíbar (Jesús Gómez García, trad.). Acervo. ISBN 84-7002-276-8.
- Brunner, John (2003). Todos sobre Zanzíbar (Jesús Gómez García, trad.). La Factoría de Ideas. ISBN 84-8421-538-5.